# Gaspero Bruschi
Pour les articles homonymes, voir Bruschi.
Gaspero Bruschi est un sculpteur italien du XVIIIe siècle de l'école florentine, qui a été actif entre 1737 et 1778.

## Biographie
Gaspero Bruschi a été l'élève du sculpteur Girolamo Ticciati, et, comme finisseur de porcelaine, il a été associé à la Manufacture de Doccia de son établissement à son apogée, par le marquis Carlo Ginori qui en a fait son chef-modeleur dès 1737 en lui confiant l'utilisation des moules en cire des œuvres des grands sculpteurs florentins pour en faire des statues de qualité en porcelaine, de petite taille.

## Sources
- Notice du Getty Center